# Sextus Subrius Dexter Cornelius Priscus
Sextus Subrius Dexter Cornelius Priscus war ein römischer Politiker zur Zeit der Adoptivkaiser. Sein voller Name ist durch zwei unvollständig erhaltene Inschriften, die in Patavium gefunden wurden, z. T. bekannt: [C. Asconius(?)] Sardus Pomponianus Secundus P. Cestius Sex. Subrius Dexter Cornelius Priscus Ducenius Proculus.
Durch ein Militärdiplom, das auf den 20. September 104 datiert ist, ist belegt, dass Priscus 104 zusammen mit Cn. C[----]ius Paullus Caesonianus Suffektkonsul war; die beiden übten das Amt wahrscheinlich von Juli bis September aus. 106 war er am Varenusprozess gegen Varenus Rufus beteiligt. Im Amtsjahr 120/121 war er Statthalter (Prokonsul) der Provinz Asia; er ist für den 27. September 120 belegt. Plinius der Jüngere schrieb ihm einen Brief, in dem er ihn über den Tod Martials informierte. Möglicherweise war Quintus Cornelius Priscus einer seiner Vorfahren.